# Luz Marina Geerman
Luz Marina Geerman, född 27 februari 1984, är en arubansk friidrottare. Hon deltog vid olympiska sommarspelen 2000.